# The Tale of Shim Chung
The Tale of Shim Chung (en hangul, 심청; romanización revisada, Simcheong) o simplemente Shim Chung, es una película de animación surcoreana dirigida por Min Gyeong-jo, producida por MBC Production y animada por el estudio Dongyang Donghwa Co., Ltd., basada en una tradicional leyenda del folclore coreano.
Es una película animada fiel a un tono clásico, con animación tradicional 2D, música orquestal y una estética muy influenciada por el arte coreano tradicional. A diferencia de otras versiones más modernas o infantiles, esta pone énfasis en el dramatismo y los valores culturales.

## Argumento
Cuenta la historia de Shim Chung, una joven de 15 años que cuida a su padre que perdió la visión y, aunque son muy pobres, ella se esfuerza por cuidarlo y darle consuelo. De acuerdo con la leyenda, si Shim Chung ofrece 300 sacos de arroz a Buda, su padre podrá volver a ver nuevamente. Para conseguir los sacos de arroz, ella es capaz de todo, hasta del mismo sacrificio de su vida. Es por ello que se ofrece voluntariamente para sacrificarse al Rey Dragón del Mar a cambio de esa cantidad.

## Producción y emisión
Fue producida en 1991 como parte de la era de animaciones televisivas de Corea del Sur. Fue emitida como un especial animado de larga duración para televisión durante la festividad de Chuseok por la cadena surcoreana MBC TV el día 22 de septiembre de 1991 a las 8:00 a.m. Fue seleccionada para participar en el Festival Internacional de Animación de Hiroshima (Japón), debido a su relevancia cultural. Fue presentada en televisión para varios países por el canal Locomotion desde el año 2000.

### Ficha técnica
| Campo                            | Detalle                                                             |
| -------------------------------- | ------------------------------------------------------------------- |
| Título original                  | 심청 (Simcheong)                                                    |
| Título internacional             | The Tale of Shim Chung                                              |
| Título en español                | Shim Chung                                                          |
| Año de producción                | 1991                                                                |
| País                             | Corea del Sur                                                       |
| Director general                 | Min Kyung-jo                                                        |
| Guionista                        | Kim Ji-il                                                           |
| Producción                       | MBC Production Hwang Seon-gil                                       |
| Estudio de animación             | Dongyang Donghwa Co., Ltd.                                          |
| Representante del estudio        | Jeon Myeong-ok                                                      |
| Diseño de personajes/storyboards | Kim Ju-in                                                           |
| Dirección de arte                | Oh Eung-hwan                                                        |
| Dirección musical                | Ma Sang-won                                                         |
| Dirección de arte                | Oh Eung-hwan                                                        |
| Dirección musical                | Ma Sang-won                                                         |
| Efectos de sonido                | Yoon Deok-yeong Lee Jun-seong Kim Hong-sik                          |
| Grabación de sonido              | Jin Su-ung Go Hee-cheol                                             |
| Corrección de película           | Jung Young-hoon                                                     |
| Diseño gráfico                   | Jeong Eun-sook                                                      |
| Gráficos por computadora         | Lee Soon-goo                                                        |
| Festival internacional           | Presentada en el Hiroshima International Animation Festival (Japón) |